# Legendarium
Legendarium, hay Những truyện truyền thuyết của Tolkien (Tolkien's Legendarium), đề cập tới toàn bộ những tác phẩm, tài liệu viết tay của tác giả J. R. R. Tolkien có liên quan hoặc tạo tiền đề cho bộ ba cuốn Chúa tể của những chiếc nhẫn; được ông miệt mài sáng tác, chỉnh sửa trong suốt hơn 50 năm. Những phác thảo sớm nhất có thể kể đến nằm trong quyển The Book of Lost Tales (tạm dịch: Những câu chuyện thất truyền, xuất bản năm 1983), đã được viết từ 1916.
Tolkien đã sáng tạo ra một thế giới riêng và hoàn thiện nó qua Legendarium với đầy đủ các khía cạnh như lịch sử, địa lý, ngôn ngữ,... Đó là cõi Arda; nguồn gốc và các sự kiện diễn ra tại đây được tóm lược trong The Silmarillion (xuất bản năm 1977, sau khi tác giả đã qua đời); và cũng được trình bày trong các nghiên cứu về sự nghiệp văn chương Tolkien - một lĩnh vực phát triển từ những năm 1980.
Trung Địa (Middle-earth) là một phần của Arda, cũng là nơi xảy ra hầu hết các câu chuyện trong các tác phẩm của Tolkien. Vì vậy, trong tiếng Anh, Middle-earth canon (tạm dịch: Các sáng tác về Trung Địa) có thể được sử dụng để gọi tắt các truyện viết bởi Tolkien.

## Thuật ngữ